# 孫經
孫經（1477年—1529年），字引之，號南野，北直隸大名府開州人，明朝政治人物。

## 生平
弘治十四年（1501年）辛酉科順天鄉試第十三名舉人，正德三年（1508年）成戊辰科進士，都察院觀政，授戶部主事，改任吏部稽勋司主事，陞署員外郎，與吏部尚書楊一清論事時總得對方認同。正德六年（1511年）外任山西按察司雲中兵備道僉事，置驕縱的藩王於法，軍民稱慶，正德十年（1515年）因為母親逝世回鄉。服除後補任陝西右參議，驻守蘭州，在荒年上奏請求寬免稅賦，十五年（1520年）轉按察司副使、兵备環慶，很快告歸；嘉靖六年（1527年）春天地方饑荒，他拿出糧食賑濟飢民數百人。
他生平雅喜歡接待賓客，善於詩文，有遺稿藏於家。

## 家族
原籍山東鉅野，曾祖孫福。祖孫昇。父孫釗。前母沈氏，母劉氏。慈侍下，兄綱、紀、弟孫綸（正德丁卯贡士）。

## 引用
- 王崇慶《南野孫公墓誌銘》

1. 1 2  光緒《開州志·卷六·人物志》：孫經，字引之，年十四遊郡庠，博通經史，知州李嘉祥每見必稱之曰：「此公輔器也。」正德戊辰成進士，授戶部主事，改吏部，陞員外，冢宰楊一清與論事必深許可，擢山西僉事備兵雲中，時藩王驕橫，諸司莫敢誰何，經一切裁以法，軍民稱慶。丁內艱，服除補陝西參議，會年飢，經奏蠲其賦，邊人賴焉；轉按察副使，尋告歸，嘉靖六年春大飢，出粟濟飢者數百人。經平生雅好賓客樂道人，善為詩文，雄渾俊健，有遺稿藏于家。
2. ↑  光緒《開州志·卷五·選舉志》：（弘治）辛酉（舉人） 孫經……（正德）戊辰（進士） 孫經 陝西副使
3. ↑  《明武宗毅皇帝實錄·卷八十》：（正德六年十月壬辰）陞吏部署員外郎孫經為山西按察司僉事，南京行人司左司副薛金為廣西按察司僉事。
4. ↑  《明武宗毅皇帝實錄·卷一百九十三》：（正德十五年十一月壬申）陞……御史孫樂、李潤，刑部郎中陳璋，陝西右參議孫經，浙江僉事胡訓，青州府知府李珏，臨安府知府朱琉，邵武府知府張羽為按察司副使，潤、珏山東，樂、經陝西，璋、琉雲南，訓廣東，羽河南。